# 关东神宫
关东神宫是日本在其租借地關東州旅顺兴建的一座神社，位于今太阳沟五四街43号，建筑面积2665平方米。社格為官幣大社。

## 历史
1938年6月，日本内阁发布第30号告令，在旅顺太阳沟修建关东神宫，并将其列入最高级别的“官币大社”规格标准，祭祀天照大神和明治天皇，以“移植国风”。周围围绕常绿山峦，风景优美。1938年7月举行奠基仪式，日本驻满洲国大使、时任关东军司令官植田谦吉于7月3日特意专程从长春赶到旅顺，代表日本政府以祭主身份主持了“地镇祭”仪式。为此还在日本国内发行了奠基仪式纪念邮票和明信片。次年7月开始祭祀活动，1940年5月开始建设。
使用台湾运来的合抱粗樟木，巨型门槛有序地镶嵌着0.25公斤大铜钉，屋顶全部由每片重0.5公斤的铜瓦铺盖，房檐还镶装着汉白玉狮面兽浮雕。营造方式采用日本的白茬木头建筑神社的“白木流造式”，在当时是极其宏伟的。工程中时常强迫中国学生参加数日乃至半年的义务劳动，且中国人只允许干粗活，细活由日本人负责，禁止中国人靠近。原计划3年竣工，实际受战争客观条件限制，1944年9月28日才举行了新殿落成典礼。当年10月1日，裕仁天皇亲自派遣专使到旅顺主持“镇座仪式”。 同时还在白山街修建了长达数百米的御道，至今保存完好。當日還發行了「關東神宮鎮座記念」郵票參錢與七錢2種，圖案都為關東神宮本殿和關東州地圖。
1945年二戰後被廢棄。1958年4月4日，旅大市人民委员会决定拆除关东神宫。文革期间，神宫正殿和东殿石料和木材被用作棒槌岛宾馆建设。
- 关东神宫本殿与币殿
- 關東神宮鎮座紀念郵票

## 遗存
关东神宫目前位于中国人民解放军大院内，遗址上尚存部分走廊建筑和西侧殿800多平方米，其汉白玉狮面兽浮雕装饰陈列在旅顺日俄监狱内。